# Jacques Dalarun
Jacques Dalarun, né le 1er novembre 1952, est un universitaire et historien médiéviste français, membre de l'Institut de France.

## Biographie

### Formation et carrière universitaire
Reçu aux IPES de lettres classiques en 1970, aux IPES d'histoire en 1971, professeur certifié d'histoire en 1974, agrégé d'histoire en 1975, Jacques Dalarun a enseigné au Lycée militaire de Saint-Cyr (1975-1976) puis au collège de Mennecy (1976-1984). Il devient docteur en histoire médiévale en 1984 et a été nommé professeur à l’École normale d’instituteurs de Livry-Gargan et chargé de cours à l’Université de Franche-Comté (1984-1985), puis assistant dans cette même université (1985-1986). Membre de l’École française de Rome (1986-1989), maître de conférences d’histoire médiévale à l’Université de Franche-Comté (1989-1990), détaché comme directeur des études médiévales à l’École française de Rome (1990-1997), il fut habilité à diriger les recherches en histoire médiévale en 1994,.
Directeur de recherche au Centre national de la recherche scientifique (1997-2018), il a été directeur de l'Institut de recherche et d'histoire des textes et vice-président du Conseil d'administration de l’École nationale des chartes (1998-2004), correspondant français de l'Académie des inscriptions et belles-lettres (2003-2013), président du Conseil scientifique de l’École française de Rome (2011-2014). Il est membre de l'Institut de France depuis 2013, codirecteur du Journal des savants depuis 2017, Corresponding Fellow de la Medieval Academy of America depuis 2018. II a été professeur invité principalement en Italie et aux États-Unis, mais aussi au Japon, en Australie, au Liban, en Nouvelle-Zélande et au Togo, en particulier aux Universités de Milan, Sacro Cuore (1994-1995), Milan, Università statale (1995-1996), Trieste, Università degli studi (1995-1996), St. Bonaventure University, New York (2004-2005, 2007-2010), Rome, Atheneum Pontificium Antonianum (2006-2007, 2009, 2011-2012), Nagoya, Université impériale (2008), Melbourne, Monash University (2009), Dunedin, Otago University (Nouvelle-Zélande, 2011). Il s'est vu décerner en 2016 la Franciscan Institute Medal de la St. Bonaventure University (New York).

## Apport à l'histoire du Moyen Âge
Auteur en 1973 d'un mémoire de maîtrise en histoire contemporaine sur Reflet de la vie internationale et image de l'étranger dans les Aventures de Tintin et Milou (1929-1944), Jacques Dalarun s'orienta ensuite vers l'histoire du Moyen Âge. Après avoir publié divers livres et contributions sur la rupture grégorienne dans l'Ouest de la France autour de la figure charismatique de Robert d'Arbrissel fondateur de l’Ordre de Fontevraud, il s'est consacré à l'étude d'expériences religieuses féminines dans l'Italie du XIIIe au XVe siècle, avant de se concentrer sur les figures de François et de Claire d'Assise. Alliant histoire sociale et culturelle, philologie, codicologie et historiographie, ses recherches portent actuellement sur les expérimentations communautaires religieuses et civiques du Moyen Âge, comme laboratoires de l’innovation sociale et politique. Écrits en français ou en italien, ses ouvrages sont, pour certains, traduits en allemand, italien, portugais, espagnol, anglais, roumain, polonais, hongrois, croate ou chinois.
Il a découvert de nombreuses sources médiévales inconnues, dont la fin de la Vie de Robert d'Arbrissel, les statuts originaux de Fontevraud, les Vies abrégées de Bernard de Tiron et d'Hugues de Cluny, les miracles de Bérard, évêque des Marses, de Micheline de Pesaro, de Giovanni Gueruli de Rimini, plusieurs  Vies liturgiques de François d'Assise, divers poèmes et traités des Clarisses de Foligno et surtout, en 2014, la Vie de notre bienheureux père François rédigée par Thomas de Celano, la deuxième plus ancienne des biographies du saint d’Assise. Qualifiant cette trouvaille d’« événement majeur pour l’histoire franciscaine », André Vauchez a rappelé qu’«on n’avait plus fait une découverte de cette importance depuis près d’un siècle» et estimé que cette nouvelle Vie « va mener à reconsidérer toute la chronologie des biographies de François » (Le Monde, supplément Culture et idées, 24 janvier 2015, p. 3). Sur la suggestion de Jacques Dalarun, le manuscrit qui la contient a été acheté par la Bibliothèque nationale de France et a fait l'objet d'une recherche collective.

## Publications
- L'impossible sainteté. La Vie retrouvée de Robert d'Arbrissel (v. 1045-1116), fondateur de Fontevraud, Éditions du Cerf, Paris, 1985, 382 p.[6], préface de Pierre Toubert ; rééd. 2007  (ISBN 2204023809).

- 2e Prix Gobert 1986 de l’Académie des inscriptions et belles-lettres.
- Robert d'Arbrissel, fondateur de Fontevraud, Albin Michel, Paris, 1986, 206 p., préface de Georges Duby ; rééd. 1986, 2002 ; trad. allemande 1987, italienne 1989 (rééd. 2001), brésilienne 1990, anglaise 2006  (ISBN 2226026282).
- La Féodalité dans l’Occident médiéval, C.T.U., Besançon, 1986, 129 p.
- La Sainte et la cité. Micheline de Pesaro († 1356), tertiaire franciscaine, École française de Rome, Rome, 1992, 280 p.  (ISBN 2728302634).
- Lapsus linguae. La légende de Claire de Rimini, Centro italiano di studi sull’alto Medioevo, Spolète, 1994, 533 p.  (ISBN 8879884557).
- Francesco : un passaggio. Donna e donne negli scritti e nelle leggende di Francesco d'Assisi, Viella, Rome, 1994, 198 p., postfazione de Giovanni Miccoli ; rééd. 2001  (ISBN 9788883340406).
- La Malavventura di Francesco d’Assisi. Per un uso storico delle leggende francescane, Edizioni Biblioteca francescana, Milan, 1996, 206 p. ; trad. espagnole 1998  (ISBN 8879620657).
- « L’Abîme et l’architecte », introduction à Georges Duby, Féodalité, Gallimard, Paris, 1996, p. IX-XXVII  (ISBN 2070737586).
- François d’Assise : un passage. Femmes et féminité dans les écrits et les légendes franciscaines, Actes Sud, Arles, trad. française révisée 1997, 377 p., postface de Giovanni Miccoli; trad. anglaise 2006, croate 2012  (ISBN 2742712402).
- Claire de Rimini. Entre sainteté et hérésie, Payot, Paris, 1999, 285 p. ; rééd. 1999, trad. italienne 2000  (ISBN 2228892505).
- François d’Assise ou le pouvoir en question. Principes et modalités du gouvernement dans l’Ordre des Frères mineurs, De Boeck Université, Bruxelles, 1999, 153 p. ; trad. italienne 1999, anglaise 2007  (ISBN 2804131262).
- Angèle de Foligno. Le dossier (codir.), École française de Rome, Rome, 1999, 435 p.  (ISBN 272830520X).
- “Largitas, novitas, simplicitas”, postfazione à Jacques Le Goff, San Francesco d’Assisi, Laterza, Rome-Bari, 2000, p. 185-203  (ISBN 9788842067399).
- La Malaventure de François d'Assise. Pour un usage historique des légendes franciscaines, Éditions franciscaines, Paris, trad. française révisée 2002, 286 p. ; trad. anglaise 2002  (ISBN 2850201073)[7].
- Le Moyen Âge en lumière. Manuscrits enluminés des bibliothèques de France (dir.), Fayard, Paris, 2002, 400 p. + DVD ; rééd. 2002, trad. allemande 2005  (ISBN 2213613974).
- Biblioteca agiografica italiana (BAI). Repertorio di testi e manoscritti, secoli XIII-XV (codir.), Edizioni del Galluzzo, Florence, 2003, 2 vol. XII-297/XXII-734 p. + CD  (ISBN 8884500435).
- Robert d’Arbrissel et la vie religieuse dans l’Ouest de la France (dir.), Brepols, Turnhout, 2004, 359 p.  (ISBN 2503515789).
- Les deux Vies de Robert d’Arbrissel, fondateur de Fontevraud. Légendes, écrits et témoignages – The Two Lives of Robert of Arbrissel, Founder of Fontevraud : Legends, Writings, and Testimonies (dir.), Brepols, Turnhout, 2006, 772 p.  (ISBN 9782503524191).
- The Stigmata of Francis of Assisi : New Studies, New Perspectives (en collab.), Franciscan Institute Publications, St. Bonaventure (NY), 2006, 112 p.  (ISBN 1576591409).
- Vers une résolution de la question franciscaine. La Légende ombrienne de Thomas de Celano, Fayard, Paris, 2007, 370 p. ; trad. italienne 2009  (ISBN 9782213633541).
- "Dieu changea de sexe, pour ainsi dire". La religion faite femme, Fayard, Paris – Lit Verlag, Münster, 2008, XX-440 p. ; trad. roumaine 2009  (ISBN 9782213636511).
- À l’origine des Fioretti. Les Actes du bienheureux François et de ses compagnons (dir.), Éditions franciscaines-Éditions du Cerf, Paris, 2008, 284 p. ; rééd. 2013  (ISBN 9782204086981).
- Thomas de Celano, Les Vies de saint François d’Assise. Vie du bienheureux François, Légende de chœur, Légende ombrienne, Mémorial dans le désir de l’âme (dir.), Éditions franciscaines-Éditions du Cerf, Paris, 2009, 844 p.  (ISBN 9782204086974).
- François d’Assise vu par les compagnons, Éditions du Cerf-Éditions franciscaines, Paris, 2009, 230 p.  (ISBN 9782204088282).
- François d’Assise. Écrits, Vies témoignages (dir.), Éditions du Cerf-Éditions franciscaines, Paris, 2010, 2 vol. VIII-3418 p.  (ISBN 9782204086998 et 9782204090513).
- Gouverner c’est servir. Essai de démocratie médiévale, Alma éditeur, Paris, 2012, 456 p., rééd. Paris, Le Condottiere, 2024; trad. italienne 2015; trad. espagnole 2018, trad. anglaise 2023  (ISBN 9782362790249)[8].
- François d’Assise, Écrits (dir.), Éditions du Cerf-Éditions franciscaines, Paris, 2012, 232 p.  (ISBN 9782204096409).
- Bérard des Marses (1080-1130), un évêque exemplaire, avec la traduction française introduite et commentée de sa Vie et de ses miracles, Publications de la Sorbonne, Paris, 2013, 150 p.  (ISBN 9782859447298).
- Vie et miracles de Bérard évêque des Marses (1080-1130). Introduction, édition critique du texte latin et traduction française, Société des Bollandistes, Bruxelles, 2013, 278 p.  (ISBN 9782873650285).
- Claire d’Assise. Écrits, Vies, documents (codir.), Éditions du Cerf-Éditions franciscaines, Paris, 2013, 1098 p.  (ISBN 9782204095761).
- Robert d’Arbrissel, fondateur de Fontevraud, Nantes, Revue 303, 2013, 64 p.  (ISBN 2917895101).
- Le Cantique de frère Soleil : François d’Assise réconcilié, Alma éditeur, Paris, 2014, 189 p., éd. Paris, Le Condottiere, 2024; trad. italienne 2015 ; trad. anglaise 2016  (ISBN 9782362791086).
- Isabelle de France, sœur de Saint Louis. Une princesse mineure (dir.), Éditions franciscaines, Paris, 2014, 505 p., trad. italienne 2023 (ISBN 9782850203312).
- La Vie retrouvée de François d'Assise, Éditions franciscaines, Paris, 2015, 165 p., rééd. Paris, CNRS Editions, 2019; trad. espagnole, italienne 2015 ; trad. anglaise, allemande, portugaise et maltaise 2016, trad. hongroise et polonaise 2017, trad. chinoise 2019, trad. croate 2024  (ISBN 9782850203732)[9].
- Georges Duby. Portrait de l’historien en ses archives (codir.), Gallimard, Paris, 2015, 475 p.  (ISBN 9782070149209).
- François d’Assise au miroir de la liturgie (codir.), Éditions franciscaines, Paris, 2015, 320 p. ; éd. italienne 2015; éd. anglaise 2019  (ISBN 9782850203879).
- Franciscus liturgicus. Editio fontium saeculi XIII (en collab.), Editrici francescane, Padoue, 2015, 552 p.-8 pl.  (ISBN 9788881350308).
- François d'Assise en questions, CNRS Éditions, Paris, 2016, 458 p. ; trad. italienne 2019   (ISBN 9782271088215)[10].
- Proposta francescana, Spolète, Centro italiano di studi sull'alto Medioevo, 2017, XII-370 p.  (ISBN 9788868091576).
- Modèle monastique : un laboratoire de la modernité, CNRS Éditions, 2019, 320 p.[11]
- Le manuscrit franciscain retrouvé (codir.), Paris, CNRS Éditions, 2021, 389 p.
- Corpus franciscanum. François d’Assise, corps et textes, Bruxelles, Zones sensibles, 2021, 192 p.-XLIV pl., trad. italienne 2023.
- A Female Apostle in Medieval Italy. The Life of Clare of Rimini (en collab.), Philadelphie, PennPress, 2023, 177 p.
- Francesco in Piazza, nell’ottavo centenario del sermone di Francesco d’Assisi a Bologna, (coéd.), Milan, Edizioni Biblioteca francescana, 2023, 202 p.
- La Regola francescana nella storia (coéd.), Milan, Edizioni Biblioteca francescana, 2024, 103 p.

## Distinctions

### Décorations
- Chevalier de la Légion d'honneur (2017)[12].
- Officier de l'ordre des Palmes académiques.

### Récompenses
- Franciscan Institute Medal de la St. Bonaventure University (New York).
- Doctorat honoris causa de la Franciscan School of Theology (San Diego).